# 公民X
《公民X》（英語：Citizen X）是美國HBO於1995年出品的電視電影，劇情改編自蘇聯時期烏克蘭地區的連續殺人案件，該案件後來證明為殺人魔安德烈·齊卡提洛所犯案。其中，飾演追兇警察首長的唐纳德·萨瑟兰因為此片獲得了該年度艾美獎的「最佳迷你影集及電視電影男配角」及金球獎的「最佳劇集、迷你影集及電視電影男配角」。